# Малополовецьке
Малополове́цьке — село в Україні, у Фастівському районі Київської області. Входить до складу Кожанської селищної громади. Населення становить 989 особи.

## Назва
На думку історика Омеляна Пріцака назва села походить від половців-куманів. На Київщині є села Половецьке (Богуславський район), Малополовецьке (Фастівський район), Великополовецьке (Сквирський район), причому сама Сквира певний час називалася Половеччина.
Відомий український краєзнавець Лаврентій Похилевич у своїй книзі «Сказання про населені місцевості Київської губернії» пише, що назва села нагадує відомих в нашій стародавній історії половців. Похілевич у цій книзі пише: «Весьма возможно, что основание саления принадлежит эпохе половецких нашествий».

## Символіка
Герб Малополовецького затверджений рішенням Малополовецьке сільської ради у 2003 році. Щит розсічений пурпуром і зеленню. У щиті зображений срібний колос над золотим луком, що супроводжує праворуч золотий церквою, а зліва — золотий головою вола. Голова вола символізують силу, хоробрість, древніх скотарських традицій, церква — символ християнської віри.

## Географія

Карта села Малополовецьке

### Розташування
Село розташоване на південний захід від міста Фастова, за 24 кілометрів. Воно розкинуте по ярах і горбах, які оточують середню течію річки Субодь, де вона розгалужується на дві притоки утворюючи трикутник, у якому виникли перші поселення. Село розросталось і поселення вийшли за межі річок, внаслідок чого ділянки села, що вийшли за межі річок почали називатися Новоселицею та Заріччям. Поблизу  села в урочищі Заріччя збереглися залишки поселень доби неоліту (IV—III тис. до н. е.), бронзи (ІІ тис. до н. е.) та Київської Русі (Х — ХІІІ ст.).

### Клімат
Клімат помірно континентальний, м'який, з достатнім зволоженням. Середня температура січня −6°, липня +19,5°. Тривалість вегетаційного періоду 198—204 дні. За рік на території випадає 500—600 мм опадів, головним чином влітку.

### Ландшафт
Місцевість з незначною погорбованістю. Тут бере свій початок річка Субодь (Собот).
Поблизу села розташований курган або ж «Могила Лядвига», висота якого сягає 227 метрів над рівнем моря.
Поблизу Малополовецького розташований ландшафтний заказник місцевого значення «Кожанська балка». Заказник створений відповідно до рішення шістнадцятої сесії двадцять першого скликання Київської обласної Ради народних депутатів від 10 березня 1994 року відповідно до постанови «Про оголошення нововиявлених та резервування цінних для заповідання територій, об'єктів природно-заповідного фонду місцевого значення». Його площа становить 50 га.

### Урбаноніми
У Малополовецькому нараховується понад 28 вулиць, у тому числі 3 провулки.,
Вулиці:
Відповідно до "Закону про декомунізацію" в умовах повномасштабного вторгнення Російської Федерації на територію України, було прийняте рішення про перейменування вулиць.
- Березова (до 2023 року — Горького)
- Дакалівська (до 2018 року — Якіра)
- Калинова (до 2018 року — Щорса)
- Каштанова (до 2018 року — Чапаєва)
- Квіткова (до 2018 року — Постишева)
- Кільцева
- Проліскова (до 2023 року — Комарова)
- Коцюбинського
- Королівська (до 2023 року — Корольова)
- Лісова
- Механізаторів
- Молодіжна
- Новоселицька (до 2018 року — Червоноармійська)
- Паркова (до 2018 року — Пархоменка)
- Героїв України (до 2018 року — Партизанська)
- Польова (до 2023 року — Комінтерна)
- Миру (до 2023 року — Пушкіна)
- Садова
- Сонячна (до 2018 року — Котовського)
- Степова (до 2018 року — Ворошилова)
- Івана Франка
- Центральна (до 2018 року — Леніна; протяжність близько 2 км)
- Шкільна
- Шляхова (до 2018 року — Ватутіна)
- Щастя (до 2018 року — Будьонного)
- Ярова

Провулки:
- Задніпровських
- Каштановий (до 2018 року — Чапаєва)
- Луговий (до 2018 року — Петровського)

## Населення
За даними Лаврентія Похилевича станом на 1863 рік в Малополовецькому нараховувалось 2568 мешканців обох статей, а за уставною грамотою графа Владислава Браницького від 29 вересня 1862 року кріпосних селян обох статей було 1151 осіб. З цього можна зробити висновок, що 1417 мешканців не були кріпосними, а були казенними селянами і панщини не відробляли.

## Історія
За грамотою 1390 року литовського князя Володимира Ольгердовича, сено належало нащадкам половецького князя Тугоркана — Рожиновським. Лаврентій Похилевич заключав, що Тугоркан, князь половецький, з дочкою якого одружився 1094 року великий князь Київський Святополк Ізяславич, що тоді володів містом Сквирою та селом Трилісами, а Малополовецьке від Триліс за вісім кілометрів у бік Сквири. Звідси можна зробити висновок, що і Малополовецьке входило у володіння Тугоркана. 1591 року Малополовецьке належало Білоцерківському староству й за грамотою польського короля передане у володіння польському магнату Миколаю Ружинському. Того ж року село було знищене кримськими татарами.
Люстрація 1616 року свідчить: «В селении этом поселившихся людей находится 15 номеров. Повинностей и податков не отдают никаких, по силе увольнения которое им дано на известное число лет». 1740 году в Малополовецком было уже 80 домов, у селе находилась приходская церковь, к приходу которой били причислены деревни: Краснолисы с 20-ю, Яхны с 10-ю и Зубари с 10-ю хатами». З цього можна зробити висновок, що село Малополовецьке засноване у другій половині ХІ століття. Першими поселенцями були половці, що почали осідле життя.
За переказами мешканців на території села поблизу теперішнього центру був розташований маєток графа Браницького.
На кінець ХІХ ст. у Малополовецькому була значна штундистська громада. Згідно збережених матеріалів перепису 1897 р. (третина не вціліла) у селі мешкало близько 120 представників штундизму.

### Підпорядкування населеного пункту
- до 1917 — Мале Половецьке, Васильківський повіт, Київська губернія, Російська імперія
- 1923—1925 — Малополовецьке, Білоцерківська округа, Київська губернія, УСРР
- 1925—1930 — Малополовецьке, Білоцерківська округа, УСРР
- 1930—1932 — Малополовецьке, Фастівський район, УСРР
- 1932—1937 — Малополовецьке, Фастівський район, Київська область, УСРР
- 1937—1941 — Малополовецьке, Фастівський район, Київська область, УРСР
- 1941—1943 — Малополовецьке, Рейхскомісаріат Україна
- 1943—1991 — Малополовецьке, Фастівський район, Київська область, УРСР
- від 1991 — Малополовецьке, Фастівський район, Київська область, Україна

Клірові відомості, метричні книги, сповідні розписи церкви Різдва Пресвятої Богородиці с. Малополовецьке, з 1790 р.  Васильківського пов. Київської губ. зберігаються в ЦДІАК (Центральний Державний Історичний Архів Києва) 

## Пам'ятки

### Дерев'яна церква
Дерев'яна церква відома з 1740 року. Від 1746 року до церкви були приписані села: Красноліси з 20-ма, Яхни з 9-ма та Зубарі з 10-ма хатами. У 1844 році побудована нова церква, по штатам належала до 4-го класу. Церква розташовувалася неподалік теперішнього центру села. Достовірних фактів немає тому зображення церкви не збереглося, проте існує реконструйована картина церкви, з переказів мешканців. Церква була спалена в часи революції на початку 1900-х років.

### Меморіали жертвам голодомору 1932-1933 років

Меморіал жертвам голодомору 1932-33 років с. Малополовецьке

За ініціативи мешканців села Михайла Мороза та Леоніда Тодосієнка при в'їзді в село Малополовецьке на ключових транспортних шляхах з боку від Білої Церкви, Фастова та Сквири встановлено три символічних хрести в пам'ять жертвам голодомору 1932-1933 років, а 22 червня 2012 року вони були освячені.

## Археологічні розкопки
У 1990-х роках С. Д. Лисенко, С. С. Лисенко, П. А. Головешко, Р. В. Бабенко з Інституту археології НАН України проводили археологічні розкопки поблизу села.
У 1996 році комплексною експедицією Фастівського державного краєзнавчого музею і УДПУ ім. Драгоманова були продовжені роботи на могильнику доби бронзи, розпочаті у 1993—1995 роках. Південна частина котловану поховання 1 комплексу 4 йде під ґрунтову дорогу Малополовецьке—Яхни. У центральній частині котловану, поруч з об'єктом, дослідженим у 1996 році Р. Г. Шишкіним, виявлено розвали шести судин (3 срібних горщика, шлемовідной миска, кришка і профіль великого ріповидний посудини з рустірованной поверхнею). На північ від котловану, поруч з похованням 2-1993 р., виявлено зруйноване дитяче поховання 3 (24-1996 р.). Комплекс потребує дослідження.

## Проектний ландшафтний заказник «Малополовецьке»
Об'єкт розташований поблизу села Малополовецьке, загальна площа якого складає 120 га. Землекористувачами є Малополовецька та Пилипівська сільські ради. Об'єкт являє собою комплекс двох балок, одна з яких тягнеться від с. Малополовецьке, відповідаючи малій річці притоку річки. Сободь на північ, а друга розташована на північний схід від діючого військового полігону і тягнеться на південь від села Єлізаветівка у напрямку села Сидори, слугуючи витоками однієї з приток річки Кам'янки. Дані балки характеризуються добре збереженими екосистемами.
Рослинність проектованого заказника представлена головним чином лучними-степами на чорноземах. Тут виявлені асоціації elytrigia intermedia, костриця борозниста, Bothriochloa ischaemum, куничник наземний. Флористичне ядро сформовано типовими видами степового травостою: дивина волотиста, миколайчики польові, парило звичайне, тонконіг лучний, самосил гайовий та інші.
Велика цінність вказаної системи балок полягає в збереженні тут великого генофонду степових видів рослин, що може бути використано у відновлювальних роботах на інших виведених з господарського обороту територіях Середнього Подніпров'я.
Окрім степової рослинності на території проектованого заказника виявлено фрагменти дерево-чагарникових заростей сформованих переважно шипшина звичайна, в'яз гладкий та іншими деревами та чагарниками. Також представлена навколо-водна та водна рослинність ставків по днищу балки, що дає початок малій річці лівій притоці річки Сободь.
Фауна представлена великим біорізноманіттям степових безхребетних, комах, молюсків та інших таксонів. Особливу цінність становлять поширені у балці популяції прудкої ящірки, виду внесеного до Бернської конвенції, а також таких видів птахів, як дрімлюга та одуд. Різноманітною є і теріофауна даної території, адже тут можна зустріти два види-двійники нориці сірої: норицю лучну та норицю звичайну. Численним видом відкритих ділянок, вкритих чагарниковою рослинністю виявився також мишак європейський, звичайними, але нечисленними — миша жовтогорла та миша польова.

## «Широка криниця»
«Широка криниця» — одне з найвизначніших місць в селі Малополовецьке. Назва цієї пам'ятки пішла від геометричних параметрів, а саме завширшки криниця набагато більша ніж завдовжки. Про її походження мешканці мало що розкажуть, адже не відомо коли саме була споруджена криниця, але її цілющу здатність знають від малого до великого, дійсно вода має надзвичайну м'якість і лікувальні властивості. Саме тут освячують воду на Водохреща 19 січня кожного року. Оскільки джерело розташоване в низині між ставком «Біленький» та «Олійницький», то відстань до рівня води дуже мала і її достають спорудженим журавлем, що розташований безпосередньо біля криниці і здіймається на кілька метрів вгору.
Місце насправді дивовижне, зі спогадів старожилів можна дізнатися цікаві факти про криницю. Наприклад за часів німецько-радянської війни німці добре знали про це джерело і за весь час окупації не намагалися його зруйнувати, оскільки самі переконалися в цілющій здатності джерельної води.
В часи великої посухи, коли вода в інших криницях мешканців відходила, а частіше всього взагалі зникала, то в «Широкій Криниці» вона завжди залишалася на тому ж рівні, і що саме найважливіше забезпечувала людей у всі часи.
Біля криниці встановлено монумент жителям села, розстріляних тут 23 листопада 1943 року під час німецької окупації.
У 2011 році жителі села в черговий раз відреставрували та почистили криницю, що надало їй можливість існувати ще не один десяток років і яка стане справжнім серцем села, котре буде надихати жителів на нові звершення і віру в майбутнє.

### Легенда про Широку криницю
«Був ясний літній ранок. Село прокидалося від сну. Вулицею чабани гнали худобу, жінки біля криниці обмінювалися новинами. Із стріх вився димок, чувся запах свіжоспеченого хліба. І раптово мирну тишу розірвав нелюдський крик: „ТАТАРИ!“.
Татари, як завжди, напали зненацька, підступно. Чоловіки вхопили зброю, щоб захистити свої оселі, жінки кинулися рятувати дітей. Для багатьох той день став прокляттям: одні втратили рідних, інші життя або волю. Одна дівчина, яку мати послала до Широкої Криниці по воду, почула крики і побачила татар, не розгубилась й сховалась у Широку Криницю. Вороги її не знайшли і вона врятувалась від неволі. Ще довго по тих часах люди згадували ті події і кмітливу дівчину, яку врятувала Широка Криниця».

## Могила Лядвига— «Царський курган»
Курган Лядвига розташований на орному полі недалеко від перетину двох лісосмуг, за 2 км на південь від східної околиці правобережної частини смт Кожанка (Зубарі), за 1,6 км на південний захід від села Малополовецьке. На найвищій північній частині останця був встановлений геодезичний знак (227,2 м від Балтики; відповідно до карти зйомки 1932, 1939, 1948 роках., оновленої у 1974 році, «Сквира» — 227,8 м) 3. У наш час курган розташований на землях СТОВ «Перемога» (с. Малополовецьке).

Курган розташований на самому вододілі між правим безіменним припливом річки Кам'янки (ліва притока Росі — права притока Дніпра) та лівим безіменним припливом річки Субодь (права притока Кам'янки). За 100 м на південь від кургану проходить так званий «Караван шлях».

Діаметр основи могили Лядвига близько 90 метрів. Висота могла досягати 10-12 м. Максимальна висота останця кургану в місці, де встановлений геодезичний знак — до 7 м над полем; висота інших останців по периметру кургану 2-3 м, ширина їх підстави 15-25 м. Через центр і західну половину кургану проходить широка, шириною до 30 м, нерівна траншея, орієнтована практично по лінії північ-південь. На північному і південному краю траншеї останці максимально знижуються, утворюючи зручний в'їзд для воза (ймовірно, саме так курган і розкопували, за методикою характерною для ХІХ століття). У центрі насипу спостерігається затерплі яма-мабуть, місце, де шукали основне поховання.

У 1960-х роках останець засаджений деревами, що й тепер позбавляє курган від оранки. Однак на поверхні останця зафіксовано багато грабіжницьких перекопів глибиною до 1 м, від зовсім свіжих до 20-25-літньої давнини.

У 1972 році пам'ятник був досліджений розвідувальним загоном Інституту археології АН УРСР під керівництвом Михайла Кучери, метою якої стало уточнення часу спорудження кургану і з'ясування його місця в давньої історії краю. За результатами досліджень було встановлено, що пам'ятник являє собою не городище, а великий курган, центр якого був розритий не пізніше XIX століття. Михайло Кучера припускав, що курган був розритий солдатами.

З цим курганом пов'язано безліч легенд і переказів. З однією з легенд тут була похована панночка Ядвіга. З її ім'ям пов'язують то легенду, засновану на мотиві невпізнавання, подібну легенді про Переп'ятиха; то квітучу на могилі яблуню, яка покриває курган білим кольором. За іншою легендою, могила Лядвіга (інакше — Могилу Людвига, з наголосом на перший склад) пов'язують з періодом Північної війни, і розповідають що «коли йшли шведи, тут поховали военначальника Людвига, а курган насипали шапками».

За розповідями мешканців села Яхни, курган розкопаний грабіжниками під час німецької окупації. У 2000 році мешканець села Кожанка повідав, що в дитинстві (1960-ті роки) він з друзями відрив на кургані «великий жовтий меч», який згодом забрав дільничний.

## Інфраструктура

### Освіта
1859 року сільська громада звернулась до київського генерал-губернатора з проханням, аби той дозволив відкрити в селі школу. У жовтні 1860 року, за його розпорядженням, у селі була відкрита церковно-парафіяльна школа з дворічним навчанням. Керував школою парох місцевої церкви. У 1906 році повітова земська управа Васильківського повіту запланувала будівництво приміщення нової двокласної школи з пятирічним навчанням на території Малополовецької волості. У жовтні 1917 року було відкрито земську двокласну школу. У школі працювало 3 вчителі та навчалося 87 хлопчиків і 11 дівчаток. За радянського часу в Малополовецькому до 1927 року була початкова школа, з вересня 1927 по вересень 1938 року семирічна, а з 1938 року й дотепер — Малополовецька ЗОШ І-ІІ ступенів, в якій навчається 115 дітей (2006).

### Медицина
В селі розташований будинок для людей похилого віку, де постійно проживають 37 літніх людей, а також функціонує малополовецька амбулаторія загальної практики-сімейної медицини (структурний підрозділ — комунального закладу «Фастівський центр первинної медико-санітарної допомоги»).

### Соціальні служби
У Малополовецькому на випадок критичних ускладнень погодних умов у зимовий період відкритий пункт обігріву у відділенні стаціонарного догляду для постійного або тимчасового проживання Фастівського районного територіального центру соціального обслуговування, що на вулиці Парковій, 8 (в приміщенні Малополовецької сільської ради).

### Підприємства

#### СТОВ «Відродження»
Сільськогосподарське товариство «Відродження »створено ініціативною групою з числа працівників КСП «Нове життя» і було зареєстровано в районній державній адміністрації міста Фастова 28 березня 2000 року.

На території господарства розташовані молочно-товарна ферма, свиноферма, машинно-трактоний парк, автозаправка, складські приміщення, машини для первинної очистки зерна і підготовки посівного матеріалу, пилорама, млин. Працює їдальня. Товариство має свою пасіку. Загальна площа земельних угідь, де широкою рівниною розкинулась земля, становить — 1293,8 га. Всього сільськогосподарських угідь — 1257,7 га, з них ріллі — 1176 га, сіножатей — 2,2 га, пасовищ — 70,5 га. Близько 60 % сільськогосподарських площ — під зерновими культурами, головною з яких є пшениця. Крім того, вирощують ячмінь, жито, гречку.

Господарство має паспорт-патент на вирощування елітних сортів ярих та озимих культур. У структурі кормових культивуються кукурудза, кормовий буряк, багаторічні трави. Серед технічних культур перевага надається цукровому буряку, соняшнику та ріпаку. Однією із складових економіки господарства є тваринництво. Спеціалізація ведеться з виробництва молока і вирощування молодняку. У товаристві налічується 450 голів великої рогатої худоби, у тому числі 170 голів корів, 200 голів свиней, 50 голів коней.

Станом на 2012 рік господарство налічує 230 голів червонорябої молочної української корови з них 105 дійні. Завдяки державній програмі розвитку тваринництва провели роботи з установки молокопроводу та холодильної установки на 5 тон, також здійснили ремонт приміщень. Цього ж таки 2012 року СТОВ «Відродження» зібрало найкращий врожай у Фастівському районі, а саме озимий ріпак — 45 ц/га, пшениця — 50 ц/га, горох — 40 ц/га, овес — 46 ц/га.

10 вересня 2010 року програма «Шустер LIVE» в особі Мустафи Найєма побувала в гостях у СТОВ «Відродження», під час прямого включення голова сільськогосподарського товариства розповідала про складне зернове становище для аграріїв. 27 серпня 2012 року телепрограма «Сільрада» каналу «Перший Національний» завітала до товариства, де провела репортаж з нагоди покращення стану господарства. Директор — Майсак Лариса Дмитрівна.

#### СТОВ «Перемога»
СТОВ «Перемога» утворилося з КСП «Нове життя». З перших днів роботи товариства, яке взяло в оренду 274 земельні частки (паї) загальною площею 716 га, викупило частину майна КСП і розпочало свою діяльність. Назва «Перемога» не випадкова. Вона пов'язана з історичним минулим цієї місцевості. Колись на території товариства знаходився колгосп «Перемога», який у 1965 році об'єднано з колгоспом «Нове життя». Від самого початку діяльності СТОВ «Перемога» його керівник Малієнко Микола Васильович взяв напрям на інтенсивний розвиток виробництва. Спеціалізується товариство на вирощуванні зернових та технічних культур. Директор — Малієнко Микола Васильович.

#### ДП «Малополовецьке»
Засноване у 2000 році. Діяльність: Сільгосппродукція — виробництво, переробка, реалізація.

## Події
Найвизначнішими для селян стали кінозйомки фільму «Батальйони просять вогню», оскільки на весь період зйомок, були споруджені спеціальні платформи, муляжі будинків та викопані окопи. В зйомках приймали учать відомі радянські актори, зокрема Олександр Збруєв, Вадим Спиридонов, Олег Єфремов, Олександр Галібін та інші. Також для масовок набирали всіх охочих мешканців села.
З самого початку фільму глядачі могли спостерігати мальовничі краєвиди села Малополовецьке, і відомий момент «форсування радянськими військами Дніпра під час літньо-осінньої кампанії 1943 року», кадри яких насправді знімали на річці Субодь, що проходила поблизу знімального майданчику.
На території села знімали наступні художні стрічки:
- «Незабутнє» (1967 рік);
- «Батальйони просять вогню» (1985 рік);
- Дев'ять життів Нестора Махна (2007 рік).

## Відомі люди
У 2003 році Фастівська РДА створила Книгу почесних громадян «Золотий фонд Фастівщини», куди заносять імена жителів Фастівщини за значний доробок у соціально-економічний та культурний розвиток району та особистий внесок у поширенні доброї слави про батьківський край. До цього списку внесені також і жителі Малополовецького:
- Кощій Павло Юхимович(1924—2010) — учасник німецько-радянської війни, нагороджений орденами Трудового Червоного Прапора, Жовтневої революції, Вітчизняної війни, медаллю «За мужність». Механізатор в колгоспі «Нове життя».
- Рибитва Адам Данилович (1929—2011) — нагороджений орденами Трудового Червоного Прапора, Жовтневої революції. Бригадир тракторної бригади колгоспу «Нове життя». Загальний трудовий стаж — 45 років.
- Рибитва Анатолій Макарович (1931—2002) — голова правління колгоспу «Нове життя».
- Рибитва Мифодій Ілліч (1914—2005) — відмінник народної освіти, учасник німецько-радянської війни, нагороджений орденами « Червоної Зірки», Вітчизняної війни ІІ ступеню, медаллю «За мужність». Педагогічній діяльності присвятив більше 50 років. Працював директором Малополовецької середньої школи у 1959—1967 роках. За його активної участі у 1965 році було побудоване нині діюче приміщення школи.
- Чарупа Галина Іванівна (1937—2009) — багатодітна мати, народила і виховала дев’ятеро дітей. Нагороджена орденами «Материнська слава» І, ІІ, ІІІ ступенів.
- Чарупа Тодось Дмитрович (1914—1988) — учасник німецько-радянської війни, нагороджений орденами «Червоної Зірки», Вітчизняної війни І, ІІ ступенів, Трудового Червоного Прапора. Більше десяти років був головою правління колгоспу «Нове життя».
- Сандугей Василь Павлович (1956–2017[23]) – Заслужений працівник фізичної культури і спорту України, Віце-президент Виконавчого комітету Європейської організації спорту глухих.

## Галерея

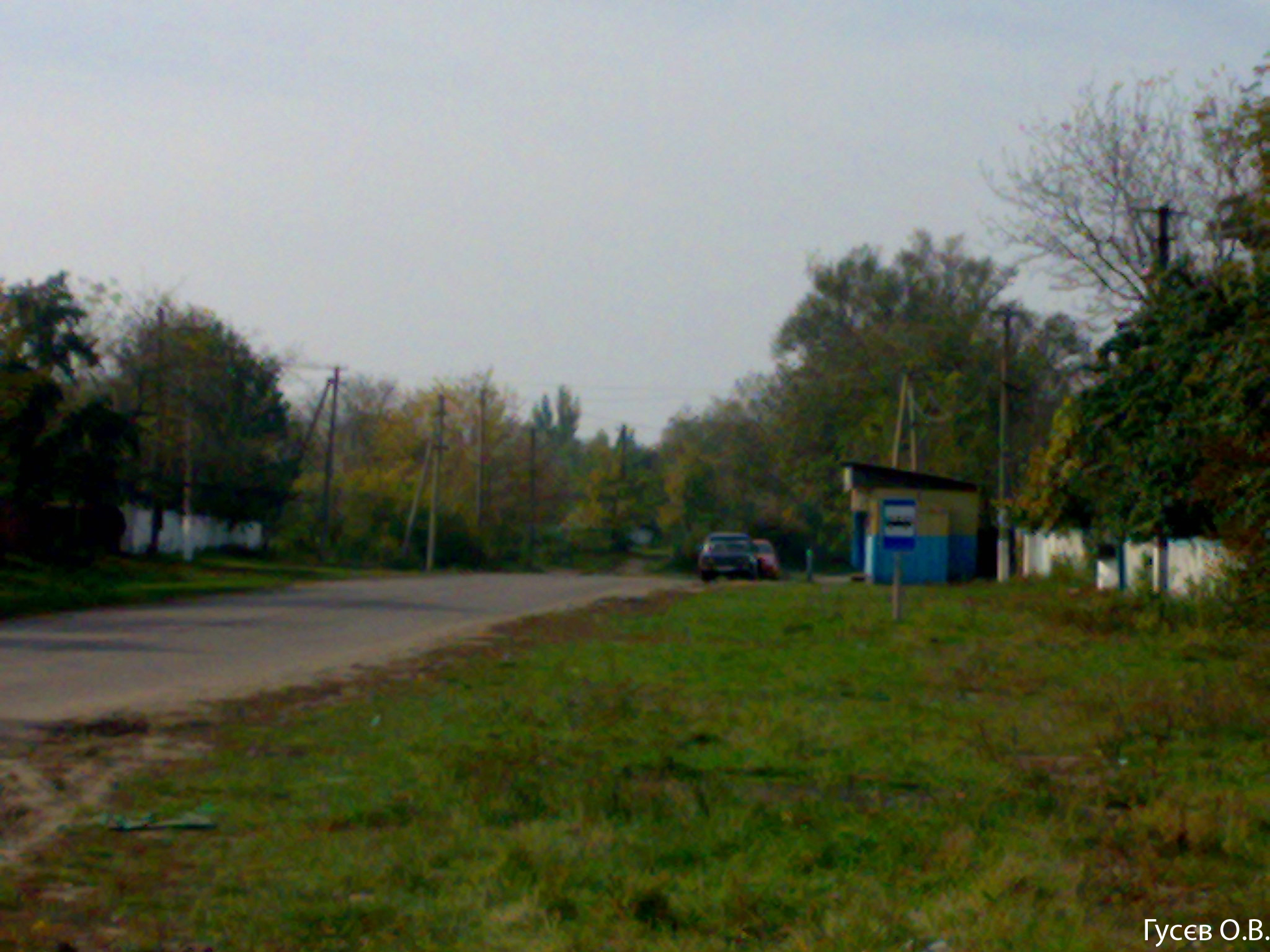
Вулиця Центральна
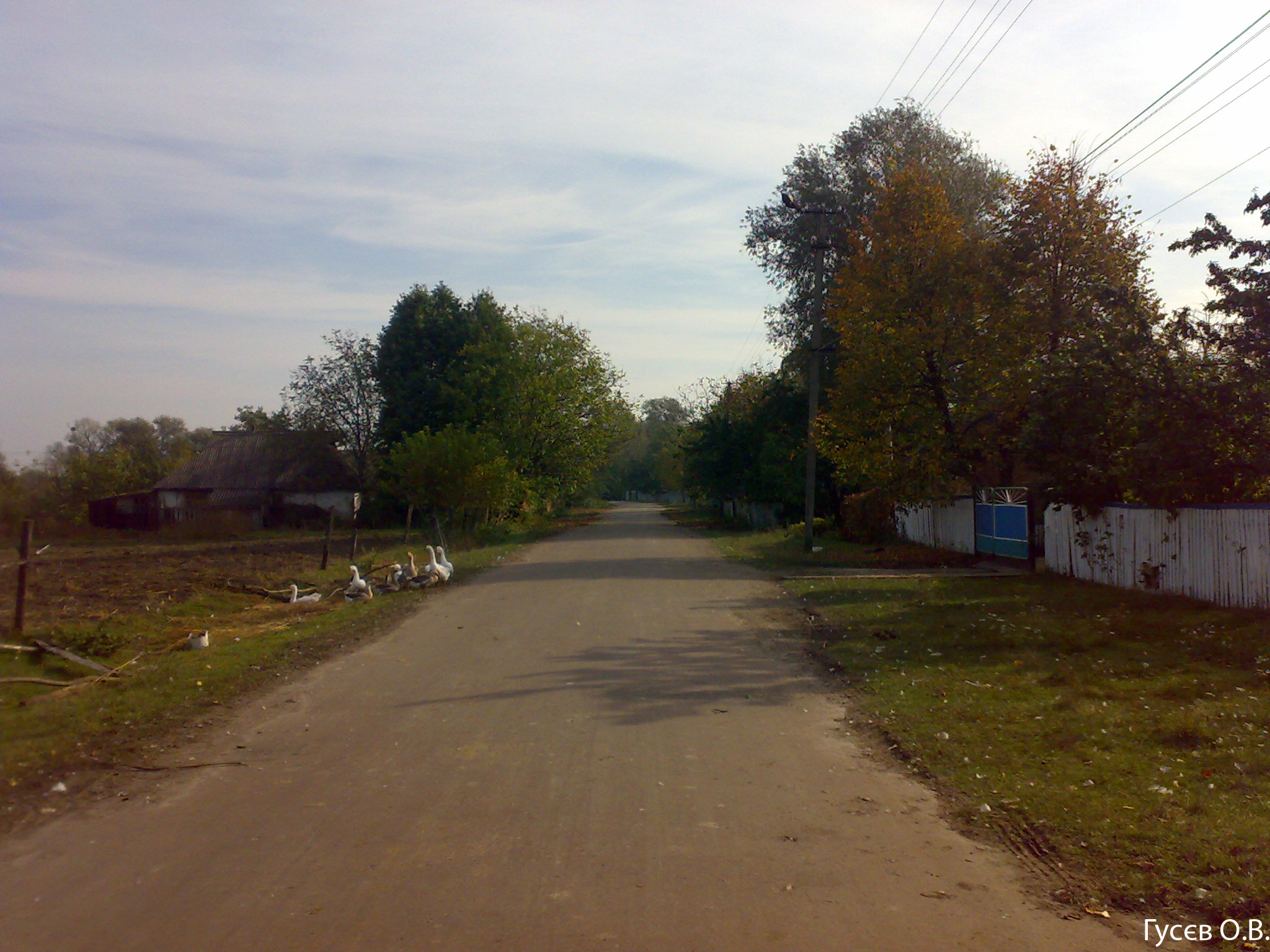
Вулиця Щастя
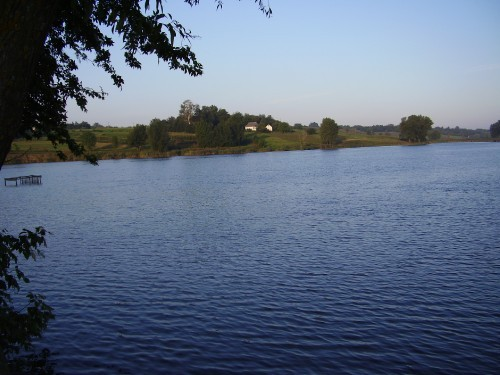
Став «Вороницький»
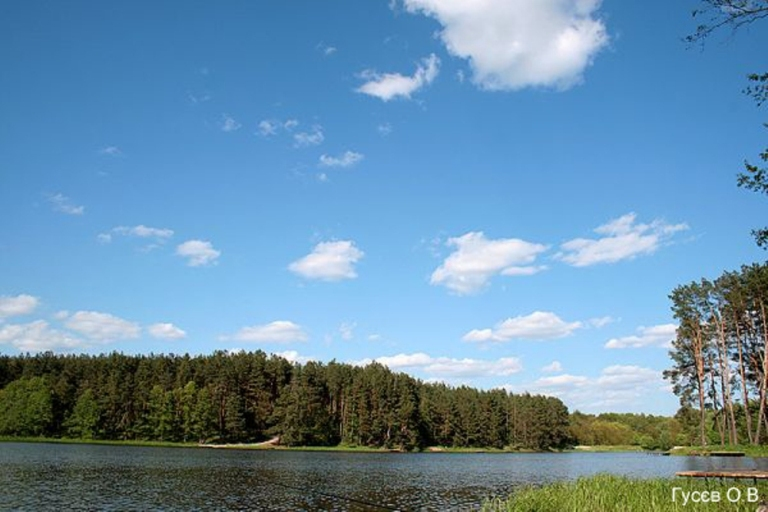
Річка Субодь (вид на Баланів Яр)
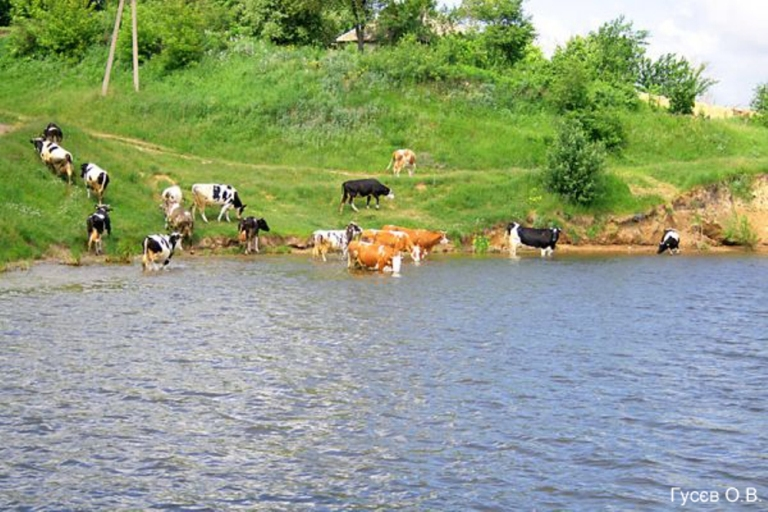
Річка Субодь (водопій)
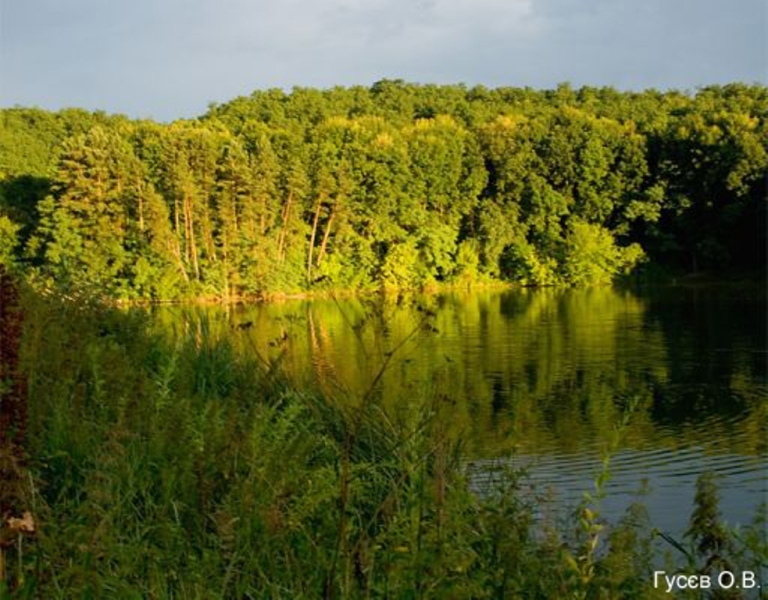
Субодь Малополовецьке
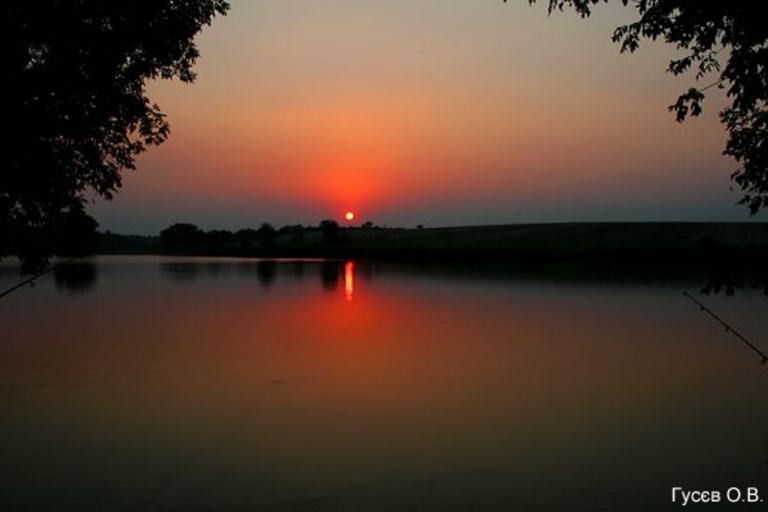
Субодь Малополовецьке
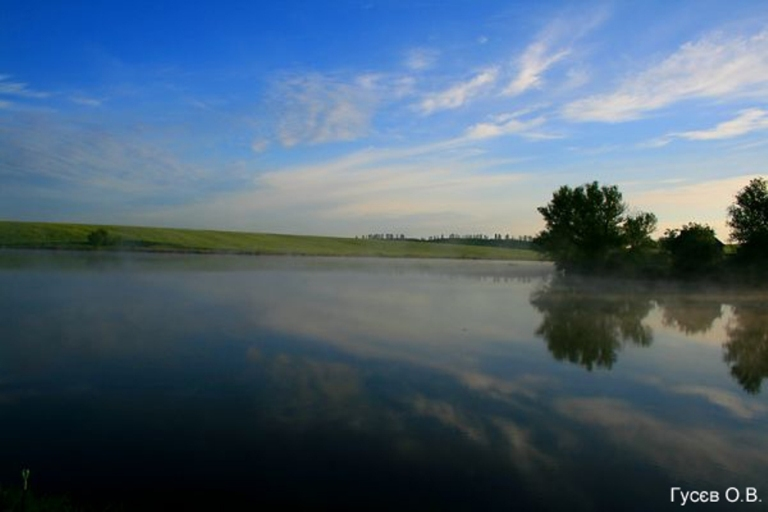
Субодь Малополовецьке
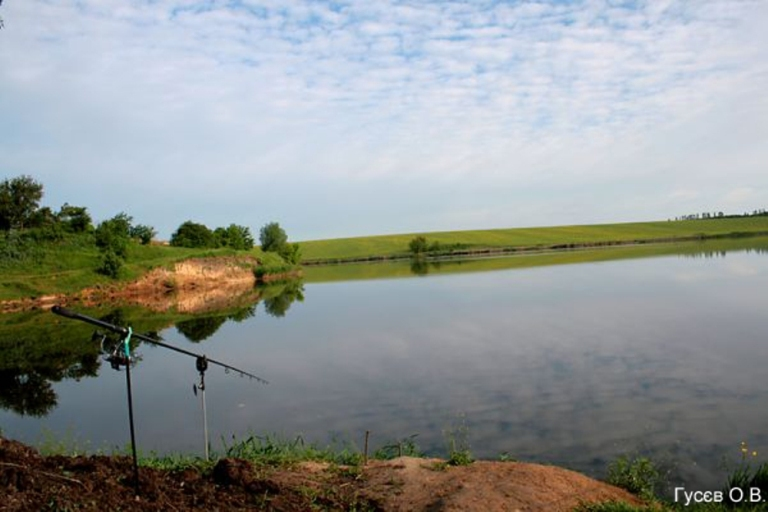
Субодь Малополовецьке
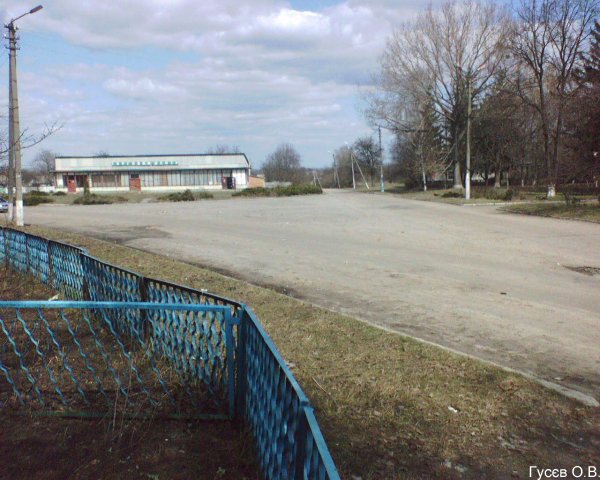
Центр
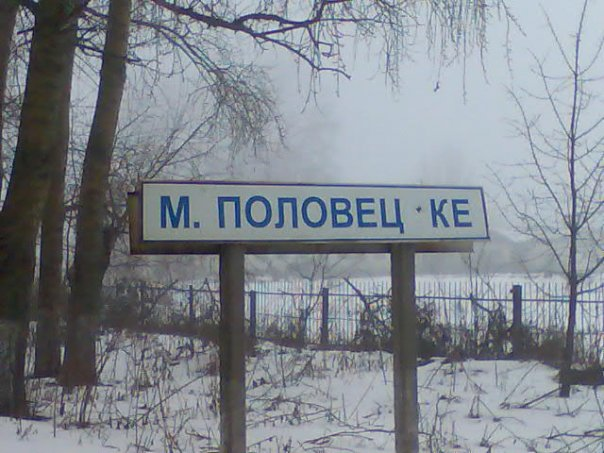
Знак «Малополовецьке»
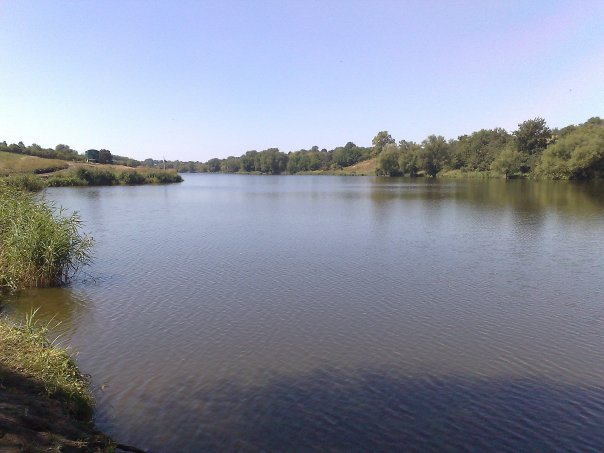
Став «Новенький»
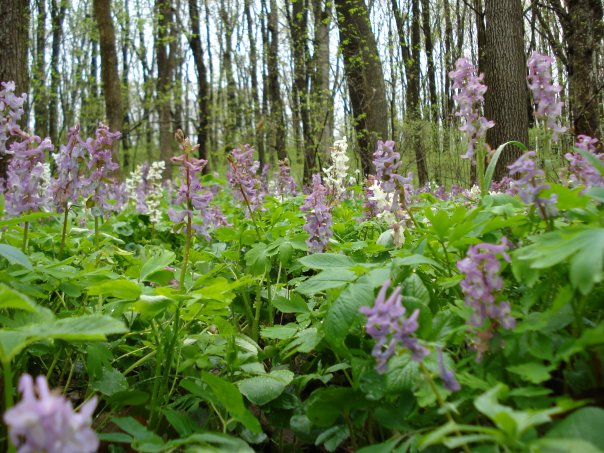
Ліс
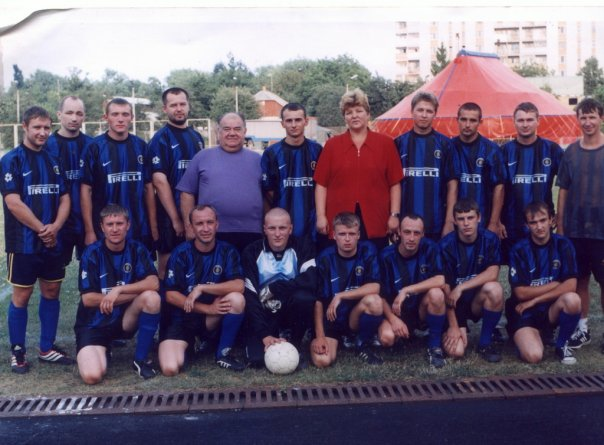
ФК «Субот»
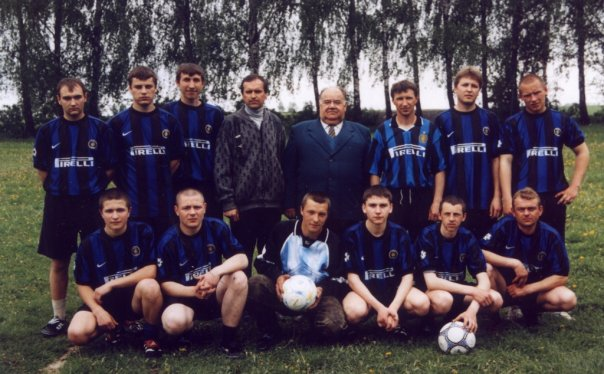
ФК «Субот»
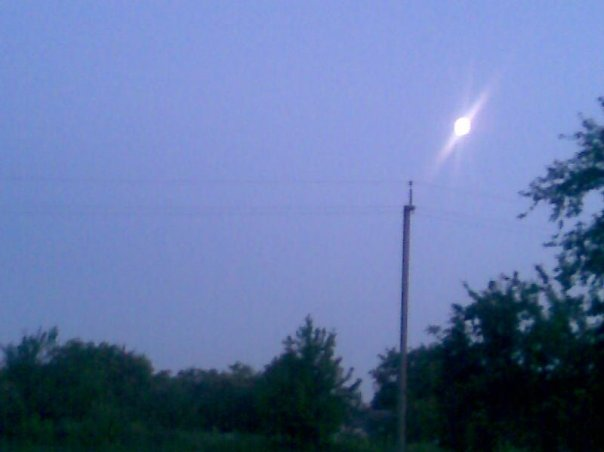
Малополовецьке
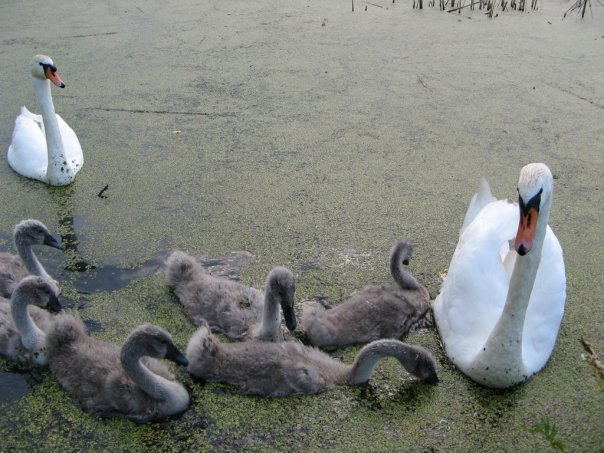
Лебеді на річці Субодь
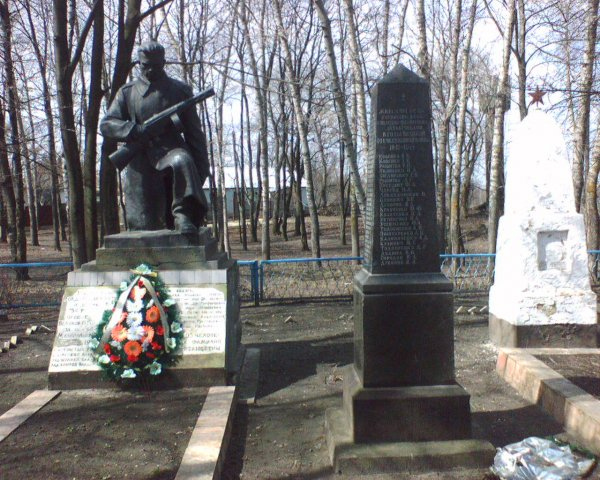
Пам’ятник невідомому солдату у центрі села
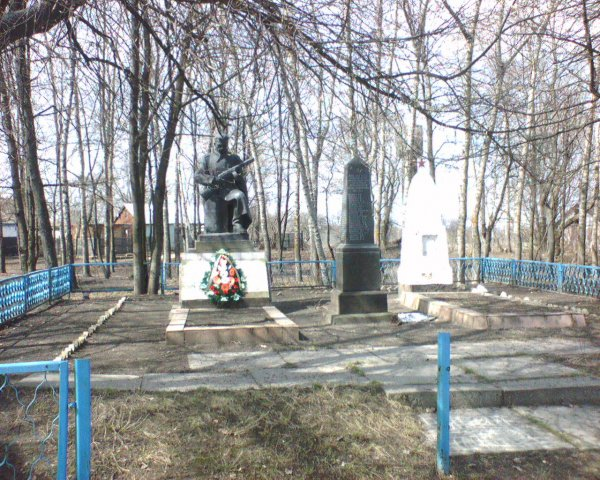
Пам’ятник невідомому солдату у центрі села
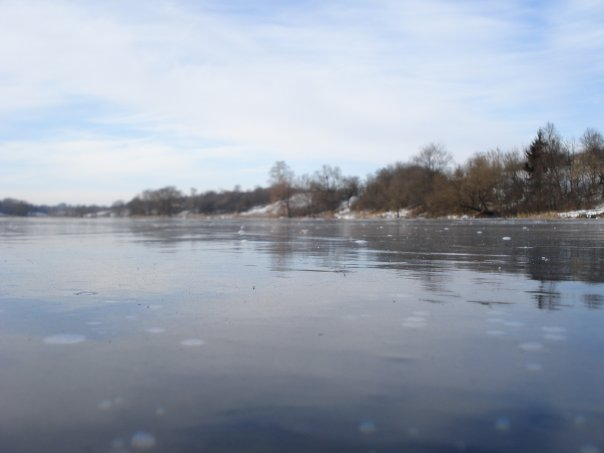
Лід на річці Субодь
Малополовецька школа
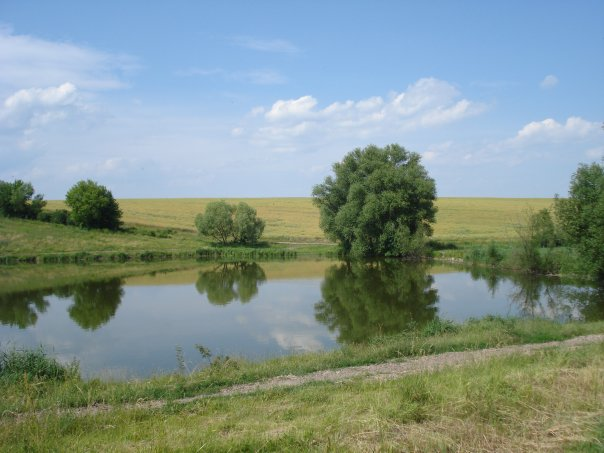
Став «Новенький»
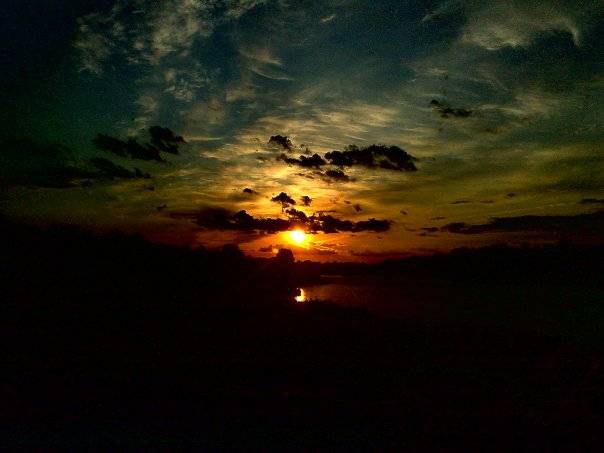
Захід сонця над річці Субодь
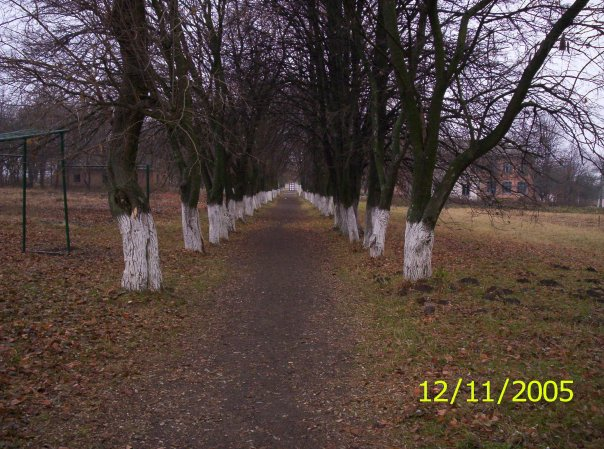
Шкільна алея
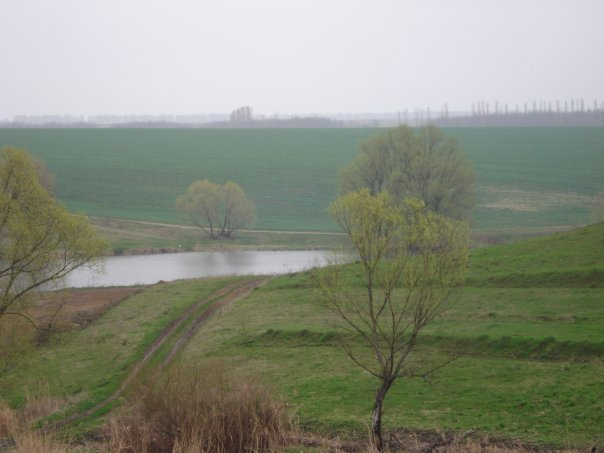

Панорама річки Субодь